# Sirte
Sirte, llamada también Surt (en árabe: سرت Sirt) es una ciudad del distrito homónimo situada en Libia en la costa sur del golfo de Sidra, a medio camino entre Trípoli y Bengasi.
En la época de Libia bajo el régimen de Muamar el Gadafi (1969 - 2011) la población de la ciudad pasó de menos de 10 000 habitantes a aproximadamente 100 000. Este fenómeno fue impulsado por la creciente importancia política de la ciudad, debida en parte a que el “Líder y Guía de la Revolución” nació en la aldea de Abu Hadi, situada a unos diez kilómetros del centro de Sirte. Así, en los últimos años del régimen, Sirte acogió eventos de relevancia internacional como las firmas del tratado fundacional de la Unión Africana (UA), y uno los tratados que puso fin a la segunda guerra del Congo bajo los auspicios del gobierno de la Gran Yamahiriya Árabe Libia Popular Socialista.
Durante la guerra de Libia de 2011 la ciudad fue el escenario del último enfrentamiento entre las tropas leales a Muamar el Gadafi y el ejército rebelde, que selló la derrota definitiva de la Gran Yamahiriya Árabe. Sirte quedó en ruinas, con la mayoría de edificios destruidos o severamente dañados.

## Toponimia
El  Golfo de Sidra era conocido como Syrtis Maior de donde deriva el nombre de Sirte. Existe otra Syrtis nombrada como Syrtis Minor (situada en la bahía de Gabés o golfo de Sirte, cerca de Túnez) Syrtis Major, Σύρτις μεγάλη; de Sert, desierto.

## Historia
En la época clásica era llamada Syrtis Major por los romanos, si bien el historiador Plinio el Viejo (Naturalis Historia, V, 35) la cita con el topónimo de Colluba y Horacio, el poeta romano (Odas, Libro II, Oda VI), habla de las "Barbaras Syrtes, ubi Maura semper æstuat unda" ("las bárbaras sirtes, donde siempre hierve la ola africana").

### Bajo el régimen de Muamar el Gadafi
Durante el gobierno de Muamar el Gadafi a partir de 1969, se contempló la posibilidad de trasladar la capital de Libia a Sirte por razones estratégicas. En primer lugar, Sirte está más o menos entre Tripolitania y Cirenaica, y Cirenaica es una región que ha demostrado varias veces sus intenciones independentistas hacia el gobierno de Trípoli. Sin embargo, este cambio supondría una migración desde la poblada ciudad de Trípoli a esta ciudad.
En 2005 se estableció en Sirte el Fondo para la Democracia de las Naciones Unidas (UNDEF). En la Cumbre de la Unión Africana, el secretario general Kofi Annan instauró el mecanismo como un Fondo Fiduciario General de las Naciones Unidas bajo su autoridad. Así mismo,  Sirte fue el lugar donde se mantuvieron las conversaciones entre el gobierno sudanés y algunos grupos rebeldes de Darfur en octubre de 2007.

#### Guerra de Libia de 2011

Bandera usada por la resistencia gadafista en Sirte.

Durante la guerra de Libia de 2011, Sirte primero fue tomada por los rebeldes en su camino hacia Trípoli en marzo. Después fue reconquistada por las tropas de la Gran Yamahiriya Árabe Libia Popular Socialista. En agosto mientras el Consejo Nacional de Transición (CNT) logró una victoria decisiva en la batalla de Trípoli, los enfrentamientos por el control de Sirte continuaban. Consecuentemente Gadafi trasladó la capital de la Jamahiriya a Sirte, uno de sus últimos reductos.
La ciudad era defendida por algunos de sus habitantes, mercenarios, y las ya mermadas fuerzas del Ejército de la Gran Yamahiriya Árabe lideradas por Moatassem Gadafi, aunque el constante bombardeo de la Organización del Tratado del Atlántico Norte (OTAN) debilitaba cada día a las tropas gadafistas. Sin embargo, los leales al régimen derrocado lanzaron ofensivas que temporalmente hicieron retroceder a los soldados del CNT. Finalmente las fuerzas del CNT lanzaron una ofensiva apoyada por bombardeos de la OTAN y lograron hacerse del control del último reducto de resistencia de los leales a Gadafi el 20 de octubre de 2011.
Tras la caída de Sirte y la muerte de Gadafi, el CNT proclamó la liberación total de Libia y se dispuso a formar un gobierno de unidad.

### Guerra civil libia
El 20 de febrero de 2015, se viraliza un video en la red, este mostraba al grupo terrorista Estado Islámico (EI) desfilar por la avenida principal de la ciudad de Sirte, con decenas de camionetas Toyota. La ciudad, en un ataque relámpago, había sido tomada por EI. Pocas semanas después, el ejército libio toma posiciones en las afueras de la ciudad y comienzan una nueva batalla de Sirte.
En enero de 2020 las tropas del mariscal Jalifa Hafter penetran en Sirte y asumieron el control del puerto y el aeropuerto.

## Política
Varias sedes ministeriales nacionales se encuentran en Sirte, en lugar de Trípoli, así como el Palacio de Congresos, la sala de conferencias más grande del norte de África, y la hospitalidad del pueblo.
La declaración firmada en Sirte el 9 de septiembre de 1999 por los gobernantes africanos determinó que la Organización para la Unidad Africana (OUA) se transformaría en Unión Africana para adaptarla a los cambios existentes dentro y fuera del continente africano.

## Clima
| Parámetros climáticos promedio de Sirte (1961 - 1990)                                             | Parámetros climáticos promedio de Sirte (1961 - 1990) | Parámetros climáticos promedio de Sirte (1961 - 1990) | Parámetros climáticos promedio de Sirte (1961 - 1990) | Parámetros climáticos promedio de Sirte (1961 - 1990) | Parámetros climáticos promedio de Sirte (1961 - 1990) | Parámetros climáticos promedio de Sirte (1961 - 1990) | Parámetros climáticos promedio de Sirte (1961 - 1990) | Parámetros climáticos promedio de Sirte (1961 - 1990) | Parámetros climáticos promedio de Sirte (1961 - 1990) | Parámetros climáticos promedio de Sirte (1961 - 1990) | Parámetros climáticos promedio de Sirte (1961 - 1990) | Parámetros climáticos promedio de Sirte (1961 - 1990) | Parámetros climáticos promedio de Sirte (1961 - 1990) |
| Mes                                                                                               | Ene.                                                  | Feb.                                                  | Mar.                                                  | Abr.                                                  | May.                                                  | Jun.                                                  | Jul.                                                  | Ago.                                                  | Sep.                                                  | Oct.                                                  | Nov.                                                  | Dic.                                                  | Anual                                                 |
| ------------------------------------------------------------------------------------------------- | ----------------------------------------------------- | ----------------------------------------------------- | ----------------------------------------------------- | ----------------------------------------------------- | ----------------------------------------------------- | ----------------------------------------------------- | ----------------------------------------------------- | ----------------------------------------------------- | ----------------------------------------------------- | ----------------------------------------------------- | ----------------------------------------------------- | ----------------------------------------------------- | ----------------------------------------------------- |
| Temp. máx. abs. (°C)                                                                              | 35                                                    | 41.1                                                  | 37.8                                                  | 40                                                    | 43.9                                                  | 45                                                    | 42.8                                                  | 43.9                                                  | 43.3                                                  | 40.6                                                  | 37.8                                                  | 28.9                                                  | 45                                                    |
| Temp. máx. media (°C)                                                                             | 18.3                                                  | 19.5                                                  | 21.1                                                  | 23.7                                                  | 26.2                                                  | 28.7                                                  | 29.2                                                  | 30.6                                                  | 30.0                                                  | 27.5                                                  | 23.8                                                  | 19.8                                                  | 24.9                                                  |
| Temp. mín. media (°C)                                                                             | 9.0                                                   | 10.0                                                  | 11.7                                                  | 14.4                                                  | 16.9                                                  | 19.8                                                  | 21.4                                                  | 22.4                                                  | 21.4                                                  | 18.6                                                  | 14.2                                                  | 10.4                                                  | 15.9                                                  |
| Temp. mín. abs. (°C)                                                                              | 0                                                     | 0                                                     | 7.2                                                   | 8.9                                                   | 8.9                                                   | 12.8                                                  | 17.2                                                  | 15                                                    | 17.2                                                  | 11.7                                                  | 2.8                                                   | 1.1                                                   | 0                                                     |
| Precipitación total (mm)                                                                          | 38.4                                                  | 18.9                                                  | 15.7                                                  | 4.1                                                   | 2.3                                                   | 0.8                                                   | 0                                                     | 0                                                     | 11.0                                                  | 32.9                                                  | 27.6                                                  | 39.6                                                  | 191.3                                                 |
| Días de precipitaciones (≥ 1 mm)                                                                  | 6.9                                                   | 3.8                                                   | 3.4                                                   | 1.4                                                   | 1.0                                                   | 0.6                                                   | 0                                                     | 0                                                     | 1.3                                                   | 4.4                                                   | 4.7                                                   | 5.8                                                   | 33.3                                                  |
| Humedad relativa (%)                                                                              | 69                                                    | 67                                                    | 68                                                    | 69                                                    | 72                                                    | 73                                                    | 76                                                    | 75                                                    | 74                                                    | 71                                                    | 67                                                    | 67                                                    | 71                                                    |
| Fuente n.º 1: World Weather Information Service (Temperaturas medias y precipitación) (en inglés) |                                                       |                                                       |                                                       |                                                       |                                                       |                                                       |                                                       |                                                       |                                                       |                                                       |                                                       |                                                       |                                                       |
| Fuente n.º 2: Weatherbase (Temperaturas récord y humedad) (en inglés)                             |                                                       |                                                       |                                                       |                                                       |                                                       |                                                       |                                                       |                                                       |                                                       |                                                       |                                                       |                                                       |                                                       |

## Demografía
En 2014 Sirte contaba con 120 000 habitantes antes de la Batalla de Sirte (2015). El 75% de ellos lograron huir y se estima que en 2016 quedaban unos 30 000 civiles en la ciudad.
La mayoría de los habitantes de Sirte pertenecen a una de las cuatro tribus libias de la región: los Gadafa -el clan de la familia de Muamar el Gadafi-, los Warfala -numerosos en el oeste de Libia e influyentes en Bani Walid-, los Forjan y sobre todo los Magariha, los más pro Gadafi.

## Transporte
En 2008, China Railway Construction Corporation ganó una oferta de 2600 M de US$ en Libia para construir una línea ferroviaria costera de oeste-a-este de 352 kilómetros desde Al Khums a Sirt;  y de una línea ferroviaria de sur-a-oeste de 800 km de largo para el transporte de mineral de hierro desde el sur de la ciudad de Sabha a Misurata.

## Cultura y educación
Sirte cuenta con el Palacio de Congresos construido con mármol. En la época de la  Gran Yamahiriya Árabe Libia Popular Socialista se celebraron allí numerosas reuniones a las que han asistido varios líderes internacionales. En 2016, los yihadistas del Estado Islámico establecieron temporalmente en el edificio su cuartel general y su centro de mando.
Por otra parte, la Universidad Al-Tahadi se encuentra en Sirte, con 13 facultades locales, incluidas Derecho y Medicina.